# Mûrs-Erigné
Mûrs-Erigné település Franciaországban, Maine-et-Loire megyében. Lakosainak száma 6172 fő (2022. január 1.). Mûrs-Erigné Mozé-sur-Louet, Les Ponts-de-Cé, Sainte-Gemmes-sur-Loire, Saint-Jean-de-la-Croix, Saint-Melaine-sur-Aubance és Soulaines-sur-Aubance községekkel határos.

## Népesség
A település népességének változása:
| Lakosok száma | 2186 | 3275 | 4224 | 5287 | 5368 | 5383 | 5522 | 5660 | 5661 | 6172 |
|               | 1968 | 1982 | 1990 | 2006 | 2013 | 2015 | 2017 | 2019 | 2020 | 2022 |